# Gary Lucas
Gary Lucas (* 20. června 1952 Syracuse, New York, USA) je americký kytarista, zpěvák, hudební producent a skladatel. Spolupracoval s mnoha hudebníky, mezi které patří John Zorn, Jeff Buckley, Captain Beefheart nebo Bob Neuwirth. V roce 1996 nahrál album Pražská Strašidla společně s českou skupinou Urfaust. Své album z roku 2000, nazvané Street of Lost Brothers, vydal u Zornovo vydavatelství Tzadik Records a mimo vlastních skladeb je na něm i coververze skladby „European Son“ od The Velvet Underground a „Ride of the Valkyries“ od Richarda Wagnera.